# John Anthony Walker
John Anthony Walker Jr. (Washington, 28 luglio 1937 – Butner, 28 agosto 2014) è stato un militare statunitense, impegnato in attività di spionaggio a favore dell'Unione Sovietica tra il 1967 e il 1985 in piena guerra fredda.
Sottufficiale della United States Navy e specialista in comunicazioni, Walker si offrì spontaneamente di passare informazioni riservate ai sovietici in cambio di denaro. In quella che fu definita come «la più importante vittoria spionistica di tutta la storia del KGB» e «la più dannosa operazione di spionaggio sovietica della storia», Walker passò ai servizi segreti sovietici migliaia di documenti semplicemente fotocopiandoli durante i suoi normali turni di servizio notturni in sala comunicazioni; quando nel 1976 si congedò dalla Marina, Walker continuò la sua attività spionistica reclutando un amico, il fratello e il figlio, tutti parimenti arruolati nella US Navy. I documenti forniti da Walker diedero ai sovietici enormi vantaggi nella competizione militare contro gli Stati Uniti, sia sul piano della ricerca tecnologica sia in quello della decifrazione delle comunicazioni in codice.
Denunciato dall'ex moglie Barbara, Walker fu arrestato dall'FBI il 20 maggio 1985; in cambio della sua collaborazione per smascherare gli altri membri del circolo spionistico e di uno sconto di pena per il figlio, Walker patteggiò una condanna all'ergastolo. Affetto da diabete e cancro alla gola, morì quindi in prigione nel 2014.

## Biografia

### Primi anni
John Anthony Walker Jr. nacque a Washington il 28 luglio 1937, figlio di un esperto di marketing della Warner Bros.; a causa di problemi di alcolismo il padre perse il lavoro, e la famiglia si trasferì a Scranton in Pennsylvania dove John Jr. studiò al locale liceo. Walker lasciò gli studi al suo terzo anno dopo un arresto per un tentato furto con scasso; evitò una condanna patteggiando, in cambio della reclusione, un arruolamento nelle forze armate. Nel 1955, a diciotto anni, Walker si arruolò quindi nella United States Navy, intraprendendo quella che a tutti gli effetti appariva come una carriera esemplare: specializzatosi come operatore radio, Walker svolse i suoi primi incarichi a bordo di unità di superficie tra cui la portaerei USS Forrestal. Nel 1957, all'età di vent'anni, conobbe Barbara Crowley, che sposò nel corso degli anni 1960 e dalla quale ebbe un figlio e tre figlie.
Nominato sottufficiale, Walker chiese il trasferimento al corpo dei sommergibilisti e prestò servizio inizialmente a bordo dello USS Razorback, uno degli ultimi battelli a propulsione convenzionale diesel-elettrica della US Navy; nel 1962 ottenne il trasferimento sul sottomarino a propulsione nucleare USS Andrew Jackson, un incarico prestigioso, destando un'ottima impressione come esperto di comunicazioni radio. Nel 1963 Walker ottenne una promozione al grado di Warrant officer (un tipo particolare di sottufficiale con capacità specialistiche che riceve un trattamento da ufficiale) e l'imbarco a bordo del sottomarino lanciamissili balistici USS Simon Bolivar, con possibilità di accesso a documenti riservati di alto livello e ai cifrari normalmente in uso per le comunicazioni in codice della Marina.
Nel 1967, infine, fu destinato alla sala comunicazioni della Naval Station Norfolk, principale base navale degli Stati Uniti, con l'incarico di sottufficiale di guardia alle comunicazioni con i sottomarini statunitensi operanti nell'oceano Atlantico; quest'ultimo incarico conferiva a Walker l'accesso a una mole enorme di informazioni riservate della US Navy, tra cui codici di decrittazione, manuali tecnici e movimenti giornalieri delle unità navali statunitensi.

### Il tradimento

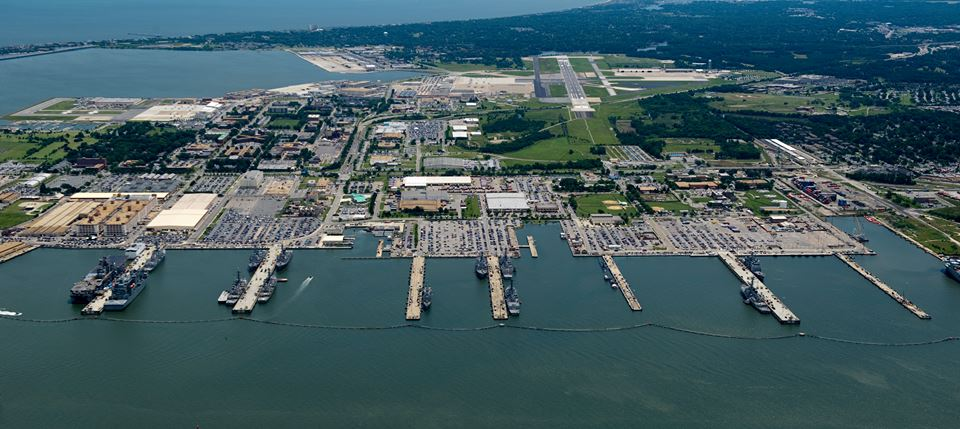
Veduta odierna della Naval Station Norfolk; Walker incominciò la sua attività spionistica mentre lavorava presso il comando sottomarini della base.

Se la carriera militare di Walker progrediva senza intoppi, non altrettanto positivamente si sviluppò il matrimonio con Barbara Crowley: nel 1966 i due avviarono una piccola attività economica (un bar per marinai) a Charleston, la quale tuttavia fallì in breve tempo lasciandoli pieni di debiti; mal adattandosi alla vita da militare del marito, Barbara incominciò inoltre a soffrire di gravi problemi di alcolismo.
Con il tempo Walker sviluppò una visione piuttosto cinica e disincantata dell'intera guerra fredda, convincendosi che la competizione tra Stati Uniti e Unione Sovietica non fosse altro che un patto tra superpotenze per spartirsi il controllo economico e finanziario del mondo; questo patto era incarnato al livello più basso da generali e ammiragli che sfruttavano la loro posizione e gli enormi investimenti nel campo militare per proprio profitto personale, e Walker decise di approfittare di questo presunto stato di cose per guadagnare a sua volta.
Ciò che colpì nell'azione di Walker fu la sua semplicità e banalità. Nell'ottobre del 1967, durante un turno di guardia notturno nella base di Norfolk, il sottufficiale si appropriò di un fascicolo di documenti marcati come top secret, ne fece una copia tramite una normale fotocopiatrice da ufficio e se lo mise in tasca. Terminato il suo turno, salì in macchina e si diresse all'ambasciata sovietica a Washington, presentandosi come se stesse cercando un impiego e chiedendo di parlare con un addetto alla sicurezza; quando fu di fronte a un funzionario, gli consegnò i documenti che aveva con sé chiedendo in cambio denaro, dichiarando anche di essere disposto a fornire altri documenti riservati in cambio di pagamenti regolari.
Walker fu inizialmente accolto come uno squilibrato o un agente provocatore dai funzionari del KGB di stanza all'ambasciata di Washington, ma l'analisi dei documenti portati dal sottufficiale destò l'attenzione e l'interesse dei sovietici; la totale assenza di motivazioni ideologiche in Walker, che non si dichiarò mai un comunista o un simpatizzante dell'Unione Sovietica e disse sempre di aver agito mosso solo da motivazioni utilitaristiche, contribuì a convincere i sovietici della genuinità del suo tradimento. Alla fine, il responsabile del KGB a Washington Boris Solomatin decise di ingaggiare Walker come informatore: lo pagò per i documenti già consegnati e lo accompagnò fuori dall'ambasciata nascosto a bordo di un'auto con i vetri oscurati, mostrandogli poi i posti dove avrebbe dovuto lasciare, con cadenza semestrale, i documenti sottratti ritirando al tempo stesso il denaro pattuito. Solomatin fu poi insignito dell'Ordine della Bandiera rossa per la sua attività di reclutamento di Walker.
La pura semplicità con cui Walker sottrasse documenti altamente riservati fece il paio con una enorme falla nei servizi di controspionaggio statunitensi: l'ambasciata sovietica a Washington era uno dei luoghi più sorvegliati dai servizi di sicurezza statunitensi, ma nessuno si avvide che un sottufficiale con accesso a informazioni top secret vi aveva fatto ingresso per poi, apparentemente, non uscirne più.

### Il circolo spionistico di Walker
Per circa nove anni, Walker fornì ai sovietici con regolarità documenti altamente riservati sottratti dal comando della Marina di Norfolk e dalle altre sedi di comando in cui fu via via trasferito. Le modalità erano più o meno sempre le stesse: durante i turni di guardia notturna, quando la sorveglianza era ridotta al minimo, Walker sottraeva i documenti dagli archivi, li fotocopiava o fotografava, e depositava poi le copie in vari luoghi concordati nei dintorni di Washington, dove gli operativi del KGB li prelevavano lasciando al loro posto il pagamento pattuito. Periodicamente, con la scusa di viaggi di vacanza, Walker si incontrava con funzionari del KGB in località estere come Casablanca e Vienna, per ricevere istruzioni su dove indirizzare la sua attività di sottrazione di documenti; solo pochissimi alti ufficiali del KGB erano al corrente dell'attività spionistica di Walker.
La necessità per Walker di svolgere quanti più turni notturni possibili allertò la moglie Barbara, che incominciò a sospettare una relazione extraconiugale del marito. Pur essendo stato ammonito dai suoi referenti del KGB di non fare parola con nessuno delle sue attività di spionaggio, per tranquillizzare la moglie e giustificare l'aumento delle sue disponibilità finanziarie Walker rivelò tutto a Barbara, arrivando anche a farsi accompagnare da lei durante uno dei viaggi a Washington per ritirare il denaro. A ogni modo, i problemi familiari dei coniugi Walker non si placarono e i due finirono ben presto con il divorziare.
Nel 1976 Walker si congedò dalla Marina, ma decise di continuare la sua attività di spionaggio. Aperta un'agenzia di investigazioni private, più che altro una copertura per giustificare i suoi guadagni, Walker contattò un suo collega della Marina, Jerry Alfred Whitworth, anche lui un sottufficiale addetto alle comunicazioni e con accesso a informazioni riservate, e lo convinse a continuare per lui l'attività di sottrazione dei documenti. Benché i suoi referenti del KGB lo avessero sconsigliato di espandere ulteriormente la cerchia dei suoi collaboratori, Walker reclutò altre persone: all'inizio degli anni 1980 convinse il fratello Arthur Walker, un capitano di corvetta della Marina in congedo che allora lavorava per una ditta appaltatrice del Ministero della Difesa statunitense, a passargli informazioni e documenti riservati; nel 1983, invece, Walker associò alla sua rete spionistica il figlio Michael, da poco arruolatosi in Marina e assegnato alla portaerei USS Nimitz. Il solo Michael trafugò, copiò e consegnò al padre più di 1.500 documenti riservati di varia natura.

### La cattura
L'associazione alla rete spionistica di Walker del figlio Michael terrorizzò l'ex moglie Barbara, ulteriormente impensierita dal fatto che l'ex marito tentò, senza successo, di reclutare anche la figlia Laura, un sottufficiale dell'Esercito. D'accordo con la figlia, nel novembre 1984 Barbara telefonò all'ufficio dell'FBI di Boston e denunciò l'ex marito per spionaggio.
Sulle prime, nessuno credette alla denuncia della Crowley. Dalla fine degli anni 1970 l'Office of Naval Intelligence, l'agenzia di intelligence della Marina statunitense, si era convinto dell'esistenza di una o più spie inserite nei ranghi della US Navy, in particolare dopo aver registrato una serie di sorprendenti miglioramenti tecnologici nelle costruzioni navali sovietiche e, in parallelo, il fallimento di alcune operazioni di raccolta d'informazioni da parte della Marina. Tuttavia, la convinzione generale era che la spia fosse un ufficiale di alto livello con accesso diretto alle informazioni riservate, parte di una rete spionistica complessa ed evoluta; l'idea che l'informatore fosse un semplice sottufficiale in congedo, che aveva associato amici e parenti in una sorta di impresa familiare, appariva poco credibile, non da ultimo perché la denuncia proveniva da una ex moglie affetta da seri problemi di alcolismo.
La Crowley fu intervistata da un agente dell'FBI di Boston, ma passò un mese prima che un supervisore, durante una normale analisi dei fascicoli inattivi, notasse il rapporto e lo girasse all'ufficio di Norfolk competente per territorio; qui il caso fu assegnato, il 25 febbraio 1985, all'agente Robert Hunter, che incominciò subito a trovare riscontri concreti al racconto della Crowley. Gli agenti furono più che insospettiti dal fatto che Walker sfoggiasse un tenore di vita elevato e una grossa disponibilità finanziaria, quando la sua sola attività economica nota era un'agenzia di investigazioni private quasi sull'orlo del fallimento. Walker fu messo sotto sorveglianza, e gli agenti dell'FBI lo colsero sul fatto mentre nascondeva una borsa contenente documenti riservati in una zona isolata nell'area di Washington. Il 20 maggio 1985 l'FBI arrestò quindi Walker mentre si trovava alloggiato in un motel della Contea di Montgomery.
Una volta agli arresti, Walker confessò subito. In cambio di uno sconto di pena per il figlio Michael, Walker accettò di dichiararsi colpevole di spionaggio, di denunciare gli altri membri del suo circolo spionistico e di fornire un resoconto completo delle sue attività per consentire alle autorità una stima dei danni che aveva causato. John Walker fu condannato all'ergastolo, pena che scontò nell'ala di bassa sicurezza del Federal Correctional Complex di Butner in Carolina del Nord. Affetto da diabete e cancro alla gola, Walker morì in prigione il 28 agosto 2014, circa un anno prima del termine per avere accesso alla liberazione condizionale. Suo fratello Arthur ricevette una condanna all'ergastolo da scontare nello stesso penitenziario di John, e morì ancora in detenzione il 5 luglio 2014. Jerry Whitworth, che rifiutò sempre di dichiararsi colpevole di spionaggio, fu condannato a 365 anni da scontare nello United States Penitentiary di Atwater in California. Il figlio di John Walker, Michael, fu condannato a 25 anni di prigione, ma dieci gli furono abbuonati per buona condotta e fu rilasciato nel 2000.

## Conseguenze

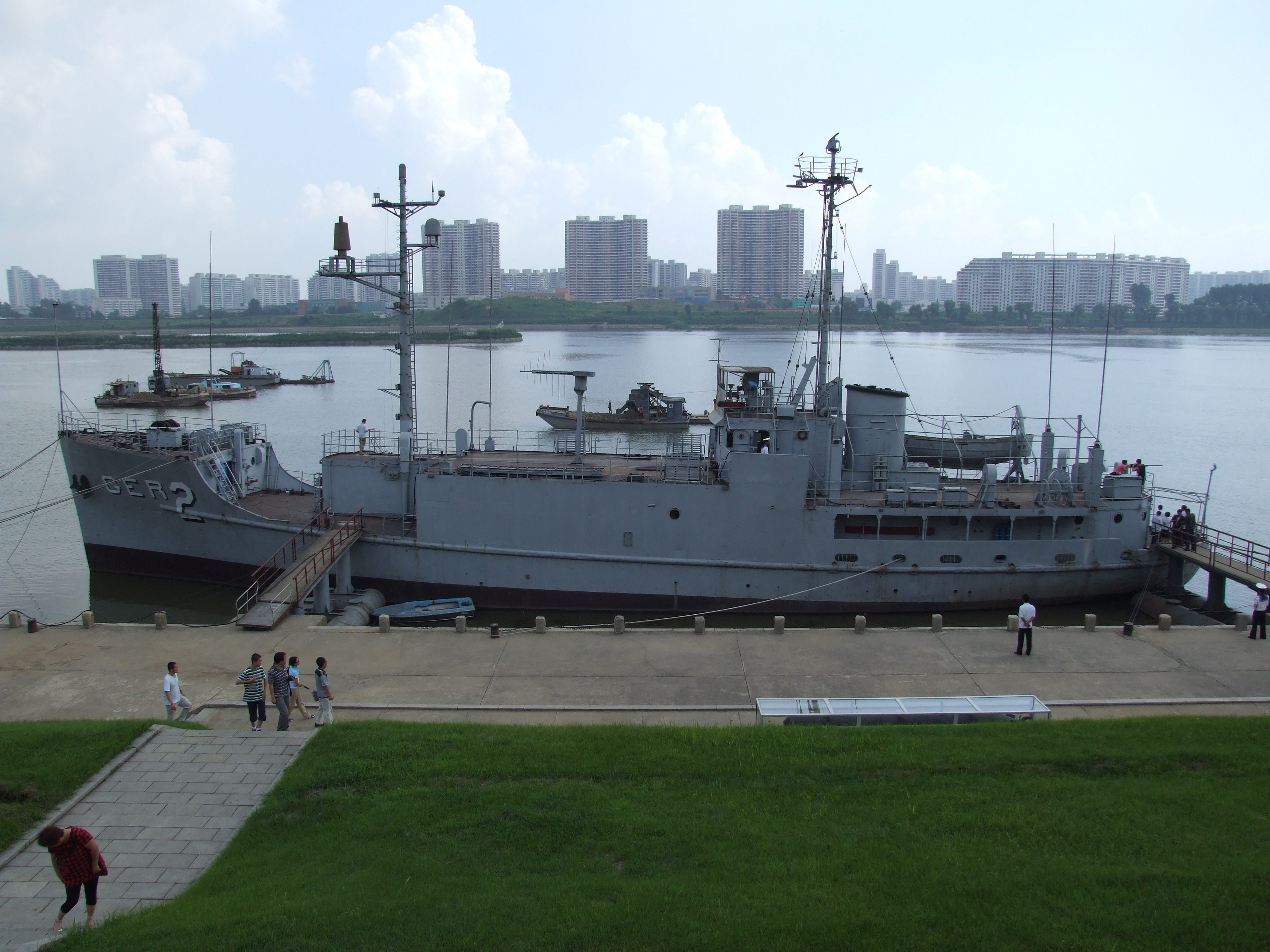
La USS Pueblo ancorata sul fiume Taedong a Pyongyang nell'agosto 2012; la combinazione tra la cattura della nave e il tradimento di Walker si rivelò catastrofica per la sicurezza delle comunicazioni in codice della US Navy.

Il giorno dopo la cattura di Walker, il funzionario della Naval Intelligence Richard Harver fu incaricato di valutare i danni causati dall'attività di spionaggio dell'ex sottufficiale; Harver era stato uno dei primi a sostenere l'esistenza di una spia all'interno dei ranghi della Marina, ma i suoi rapporti in tal senso erano stati ignorati dai suoi superiori. I danni si rivelarono peggiori delle più fosche previsioni.
Il circolo spionistico messo in piedi da John Walker operò indisturbato per circa diciotto anni; nel corso della guerra fredda, solo pochissime spie riuscirono a operare così a lungo senza destare alcun sospetto delle agenzie di controspionaggio. Il numero di pagine di documenti copiate e passate ai sovietici raggiunse il milione e duecentomila, ma più che la mole fu il tipo di documentazione a rappresentare il maggior problema. I documenti riservati passati da Walker ai sovietici comprendevano manuali e schemi tecnici, resoconti di riparazioni di unità da guerra, ordini operativi e procedure di comando della Marina, rapporti sui movimenti delle navi, piani di guerra e liste di obiettivi militari, compendi di informazioni di intelligence e materiali concernenti l'impiego delle armi nucleari. A parte il flusso costante di informazioni di intelligence, questi documenti consentirono ai sovietici di studiare e capire le procedure e il modo di ragionare dei comandi navali statunitensi.
Walker e i suoi complici fornirono ai sovietici elenchi di chiavi di lettura quotidiane per le macchine crittografiche KL-7 e KW-37, tra le apparecchiature più usate per cifrare le comunicazioni della US Navy; questo, combinato con la caduta in mani sovietiche di alcuni esemplari delle macchine stesse a seguito della cattura della nave spia USS Pueblo da parte della Corea del Nord nel gennaio 1968, consentì al KGB di aprire brecce nel sistema di comunicazioni criptato della Marina statunitense almeno fino alla fine degli anni 1980. È stato riportato che la breccia nelle comunicazioni causata dall'attività di Walker consentì ai sovietici di avere un quadro accurato dei tempi e dei modi dei raid di bombardieri B-52 sul Vietnam del Nord e di altre operazioni aeronavali durante la guerra del Vietnam, informazioni che sarebbero state girate al governo di Hanoi perché prendesse contromisure; tuttavia, stando all'ufficiale del KGB Boris Solomatin (intervistato dopo la caduta dell'URSS), queste informazioni non furono mai trasmesse ai nordvietnamiti per paura di allertare gli statunitensi circa la presenza di una spia nei loro ranghi.

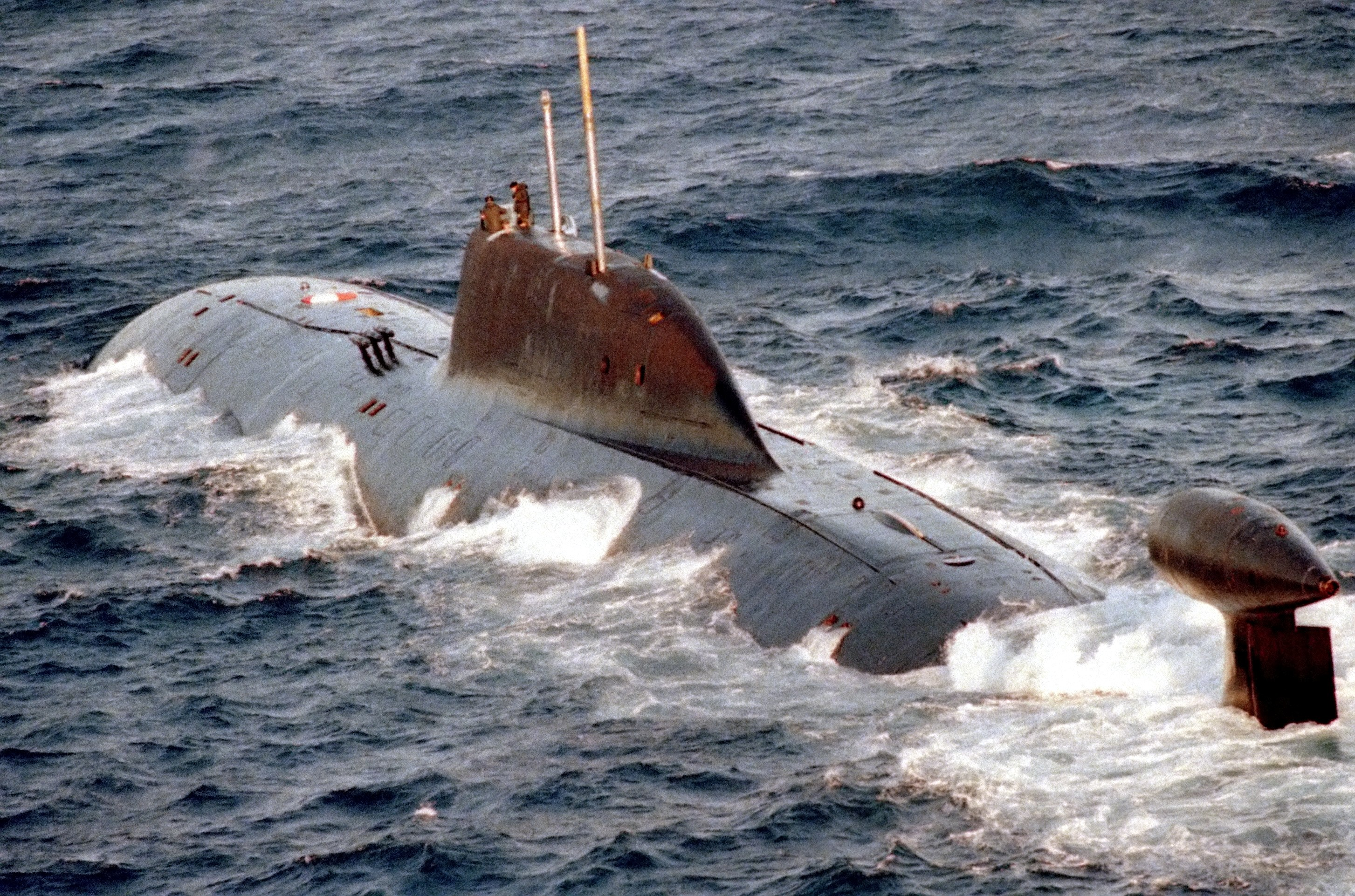
Un sottomarino sovietico classe Akula in navigazione; la costruzione di queste unità fu fortemente influenzata dalle informazioni fornite da Walker circa la necessità di insonorizzazione degli apparati motori dei sottomarini

Gli schemi tecnici trafugati dal circolo spionistico di Walker consentirono ai sovietici un grosso balzo in avanti nel campo delle costruzioni navali. Fino a quel momento, i sottomarini realizzati per la Marina militare sovietica erano stati costruiti con scarsa attenzione per l'aspetto dell'insonorizzazione dei motori e degli apparati, rendendoli quindi relativamente facili da individuare per i sistemi sonar statunitensi; i documenti forniti da Walker non solo resero edotti i sovietici del problema, ma illustrarono loro le soluzioni tecniche adottate dagli statunitensi per l'insonorizzazione dei loro stessi battelli subacquei. Alla metà degli anni 1980 gli operatori sonar statunitensi si resero conto che le più recenti costruzioni sovietiche in fatto di sottomarini, come le unità classe Akula I/II e classe Sierra I/II, erano ora molto più "silenziose" e difficili da individuare rispetto al passato; grazie all'azione di Walker, i sovietici poterono colmare in brevissimo tempo gran parte del distacco tecnologico accumulato nei confronti degli Stati Uniti nello strategico campo dei sottomarini nucleari.
Per ottenere questa enorme mole di informazioni, nell'arco di diciotto anni i sovietici versarono a Walker e ai suoi complici poco meno di un milione di dollari: una cifra ridicola, soprattutto se comparata a quanto speso dagli statunitensi per i loro programmi e i loro apparati ad alta tecnologia per l'intercettazione delle comunicazioni sovietiche messi in campo nel medesimo periodo, e se comparata ai potenziali effetti che le informazioni fornite da Walker avrebbero avuto in caso di conflitto. Durante il processo all'ex sottufficiale, l'ammiraglio William O. Studeman, all'epoca capo della Naval Intelligence, testimoniò davanti al giudice che l'attività di Walker aveva avuto «forti implicazioni sulla possibilità sovietica di vincere una guerra»; Vitalij Jurčenko, un alto ufficiale dei servizi segreti sovietici che disertò a favore degli Stati Uniti negli anni 1980, indicò la rete di Walker come la più importante vittoria spionistica di tutta la storia del KGB.